# Кејлеб Грин
Кејлеб Грин (енгл. Caleb Green; Тулса, Оклахома, 28. октобар 1985) је амерички кошаркаш. Игра на позицији крилног центра.

## Биографија
Колеџ кошарку играо је на Орал Робертс Универзитету за екипу Орал Робертс голден иглса у периоду од 2003. до 2007. године. Проглашен је играчем године 2005, 2006. и 2007. у својој конференцији (Мид-Кон), а такође је бивао уврштен и у прву поставу њеног идеалног тима у све четири сезоне. На НБА драфту 2007. није изабран, па се одлучио за каријеру у Европи.
Први Гринов сениорски тим био је немачки ТББ Трир у сезони 2007/08. Наредне четири сезоне провео је у Белгији - у првој је наступао за Монс-Ено, у другој и трећој за Остенде (са овим клубом је 2010. освојио Куп Белгије), а у четвртој за Спиру Шарлроа. Сезоне 2012/13. био је део француског тима Орлеан Лоаре. У јулу 2013. прешао је у италијански Динамо Сасари и са њима је освојио национални куп за 2014. годину, а био је изабран и у другу поставу идеалног тима Еврокупа 2013/14. Сезону 2014/15. је провео у Уникахи из Малаге, а наредну је био члан Галатасараја. У екипу Трабзонспора стигао је у октобру 2016. године и тамо се задржао две сезоне. У сезони 2018/19. је био играч Авелина.

## Успеси

### Клупски
- Остенде:
  - Куп Белгије (1): 2010.
- Динамо Сасари:
  - Куп Италије (1): 2014.
- Галатасарај:
  - Еврокуп (1): 2015/16.

### Појединачни
- Идеални тим Еврокупа — друга постава (1): 2013/14.
- Учесник Ол-стар утакмице Бундеслиге Немачке (1): 2008.